# Floronia bucculenta
Floronia bucculenta (Clerck, 1757) è un ragno appartenente alla famiglia Linyphiidae.

## Distribuzione
La specie è stata rinvenuta in diverse località dell'Europa e della Russia

## Tassonomia
È la specie tipo del genere Floronia Simon, 1887.
Non sono stati esaminati esemplari di questa specie dal 2013
Attualmente, a dicembre 2013, non sono note sottospecie